# Saison 2 de The Good Place
Chronologie
Saison 1 Saison 3
Cet article présente le guide des épisodes de la deuxième saison de la série télévisée américaine The Good Place.

## Généralités
- Aux États-Unis, la saison a été diffusée à partir du 20 septembre 2017 sur le réseau NBC[1].
- Au Canada, la saison est diffusée en simultanée sur le réseau Global
- La saison est également diffusée intégralement sur Netflix dans tous les pays francophones, à l'exception du Québec.

## Distribution

### Acteurs principaux
- Kristen Bell (VF : Laura Préjean) : Eleanor Shellstrop
- Ted Danson (VF : Jean-Louis Faure) : Michael
- Jameela Jamil (VF : Charlotte Marin) : Tahani Al Jamil
- William Jackson Harper (VF : Jean-Baptiste Anoumon) : Chidi Anagonye
- Manny Jacinto (VF : Antoine Schoumsky) : Jason Mendoza / Jianyu Li
- D'Arcy Carden (VF : Armelle Gallaud) : Janet Della-Denunzio

### Acteurs récurrents
- Tiya Sircar (VF : Capucine Lespinas) : Vicky Sengupta / Denise
- Marc Evan Jackson (VF : Renaud Marx) : Shawn
- Maribeth Monroe (VF : Véronique Alycia) : Mindy St. Claire, unique résidente de l'Endroit Moyen
- Steve Berg (VF : Frédéric Popovic) : Gunnar / Chuck
- Monnae Michaell (VF : Virginie Émane) : Nina
- Bambadjan Bamba (VF : Frantz Confiac) : Bambadjan
- Amy Okuda (VF : Elsa Davoine) : Jessica / Gayle
- Jason Mantzoukas (VF : Loïc Houdré) : Derek Hofstetler
- Maya Rudolph (VF : Barbara Delsol) : la Juge

### Invités
- Meryl Hathaway (VF : Edwige Lemoine) : Brittany
- Josh Siegal (VF : Laurent Morteau) : Glenn
- Monnae Michaell (VF : Virginie Émane) : Nina
- Seth Morris (VF : Vincent Violette) : Wallace
- Jama Williamson (VF : Isabelle Desplantes) : Val
- Joe Mande : Todd Hemple
- Luke Guldan (VF : Damien Ferrette) : Chris Baker
- Paulina Lule : Angélique
- Susan Park : Pevita
- Rebecca Hazlewood : Kamilah Al-Jamil

## Épisodes

### Chapitre 14:Tout va bien!, première partie
- États-Unis /  Canada : 20 septembre 2017 sur NBC[2] / Global
- Belgique,  France,  Suisse : 21 septembre 2017 sur Netflix

- États-Unis : 5,28 millions de téléspectateurs[3] (première diffusion)

### Chapitre 15:Tout va bien!, deuxième partie
- États-Unis /  Canada : 20 septembre 2017 sur NBC / Global
- Belgique,  France,  Suisse : 21 septembre 2017 sur Netflix

- États-Unis : 5,28 millions de téléspectateurs[3] (première diffusion)

### Chapitre 16:Résolution danse danse
- États-Unis /  Canada : 28 septembre 2017 sur NBC / Global
- Belgique,  France,  Suisse : 29 septembre 2017 sur Netflix

- États-Unis : 4,67 millions de téléspectateurs[4] (première diffusion)

### Chapitre 17:L'Équipe Cancrelats
- États-Unis /  Canada : 5 octobre 2017 sur NBC / Global
- Belgique,  France,  Suisse : 6 octobre 2017 sur Netflix

- États-Unis : 4,17 millions de téléspectateurs[5] (première diffusion)

### Chapitre 18:Crise existentielle
- États-Unis /  Canada : 12 octobre 2017 sur NBC / Global
- Belgique,  France,  Suisse : 13 octobre 2017 sur Netflix

- États-Unis : 4,05 millions de téléspectateurs[6] (première diffusion)

### Chapitre 19:Le Dilemme du tramway
- États-Unis /  Canada : 19 octobre 2017 sur NBC / Global
- Belgique,  France,  Suisse : 20 octobre 2017 sur Netflix

- États-Unis : 3,92 millions de téléspectateurs[7] (première diffusion)

### Chapitre 20:Janet et Michael
- États-Unis /  Canada : 26 octobre 2017 sur NBC / Global
- Belgique,  France,  Suisse : 27 octobre 2017 sur Netflix

- États-Unis : 3,97 millions de téléspectateurs[8] (première diffusion)

### Chapitre 21:Derek
- États-Unis /  Canada : 2 novembre 2017 sur NBC / Global
- Belgique,  France,  Suisse : 3 novembre 2017 sur Netflix

- États-Unis : 3,06 millions de téléspectateurs[9] (première diffusion)

### Chapitre 22:Sauts d'anges
- États-Unis /  Canada : 4 janvier 2018 sur NBC / Global
- Belgique,  France,  Suisse : 5 janvier 2018 sur Netflix

- États-Unis : 3,08 millions de téléspectateurs[10] (première diffusion)

### Chapitre 23:La Meilleure Version
- États-Unis /  Canada : 11 janvier 2018 sur NBC / Global
- Belgique,  France,  Suisse : 12 janvier 2018 sur Netflix

- États-Unis : 3,11 millions de téléspectateurs[11] (première diffusion)

### Chapitre 24:Rhonda, Diana, Jake, et Trent
- États-Unis /  Canada : 18 janvier 2018 sur NBC / Global
- Belgique,  France,  Suisse : 19 janvier 2018 sur Netflix

- États-Unis : 3,00 millions de téléspectateurs[12] (première diffusion)

### Chapitre 25:Le Burrito
- États-Unis /  Canada : 25 janvier 2018 sur NBC / Global
- Belgique,  France,  Suisse : 26 janvier 2018 sur Netflix

- États-Unis : 3,65 millions de téléspectateurs[13] (première diffusion)

### Chapitre 26:D'autres projets
- États-Unis /  Canada : 1er février 2018 sur NBC / Global
- Belgique,  France,  Suisse : 2 février 2018 sur Netflix

- États-Unis : 3,19 millions de téléspectateurs[14] (première diffusion)